# Jules Rens
Jules Joseph Ghislain Rens (Geraardsbergen, 25 januari 1856 - Sint-Gillis, 11 december 1945) was een Belgisch volksvertegenwoordiger.

## Levensloop
Rens was een zoon van Louis Rens (1817-1894) en van Marie-Louise Devroede (1827-1902). Hij trouwde met Irma Gosseve en in tweede huwelijk met Emma Morre.
Hij promoveerde tot doctor in de rechten en vestigde zich als advocaat.
In 1904 werd hij verkozen tot liberaal volksvertegenwoordiger voor het arrondissement Aalst en vervulde dit mandaat tot in 1919.
Hij was redactielid van De Volksvriend van het Arrondissement Aalst.